# ميتشل موسو
ميتشل موسو (بالإنجليزية: Mitchel Musso)‏ ممثل ومغني أمريكي ولد في تكساس في 9 يوليو 1991 مشهور بدوره في مسلسل هانا مونتانا وفي دوره في بيت الوحش. دوره في المسلسل:يعتبر إنسانا مضحكا

## أدواره في الرسوم المتحركة
- فارس وفادي - سامي

## وصلات خارجية
- ميتشل موسو على موقع IMDb (الإنجليزية)
- ميتشل موسو على موقع روتن توميتوز (الإنجليزية)
- ميتشل موسو على موقع ألو سيني (الفرنسية)
- ميتشل موسو على موقع ميوزك برينز (الإنجليزية)
- ميتشل موسو على موقع أول موفي (الإنجليزية)
- ميتشل موسو على موقع قاعدة بيانات الأفلام السويدية (السويدية)
- ميتشل موسو على موقع إن إن دي بي (الإنجليزية)
- ميتشل موسو على موقع ديسكوغز (الإنجليزية)
- ميتشل موسو على موقع قاعدة بيانات الفيلم (الإنجليزية)
- ميتشل موسو على موقع كينوبويسك (الروسية)